# Simyra tanaica
Simyra tanaica là một loài bướm đêm trong họ Noctuidae.